# Eurofest 2017
Das 12. Eurofest fand am 20. Januar 2017 statt und war der belarussische Vorentscheid zum Eurovision Song Contest 2017 in Kiew (Ukraine). Als Sieger ging NAVI mit ihrem Lied Historyja majho schyzzja hervor.

## Konzept

### Format
Wie bereits in den Vorjahren gab es wieder ein nationales Finale als Vorentscheid. Dieses fand am 20. Januar 2017 mit 13 Teilnehmern statt. Der Sieger wurde wieder zu 50 % per Televoting und zu 50 % per Juryvoting ermittelt.

### Beitragswahl
Vom 4. bis zum 24. November 2016 konnten sich Interessierte für den Vorentscheid bewerben. Jeder konnte sich bewerben, auch ausländische Interpreten und Komponisten wurden eingeladen, Beiträge einzureichen. BTRC erhielt 67 Einsendungen aus Belarus, Russland, der Ukraine, Turkmenistan, den Vereinigten Staaten und von einem in Belarus lebenden Nigerianer.
Eine Jury lud danach alle Bewerber zu Live Auditions ein. Diese fanden am 30. November 2016 statt und konnten live im Internet verfolgt werden. Aus diesem Prozess wurden 13 Teilnehmer ermittelt.

## Teilnehmer
Am 30. November 2016 veröffentlichte BTRC die 13 Teilnehmer des belarussischen Vorentscheids. Die Band NAVI gewann mit ihrem Lied Historyja majho schyzzja.
| Platz | Startnr. | Interpret                | Lied Musik (M) und Text (T)                                                  | Sprache      | Übersetzung (inoffiziell) | Jury Gesamt | Zuschauerstimmen (Televoting & SMS) | Zuschauerstimmen (Televoting & SMS) | Gesamt |
| Platz | Startnr. | Interpret                | Lied Musik (M) und Text (T)                                                  | Sprache      | Übersetzung (inoffiziell) | Jury Gesamt | Stimmen                             | Punkte                              | Gesamt |
| ----- | -------- | ------------------------ | ---------------------------------------------------------------------------- | ------------ | ------------------------- | ----------- | ----------------------------------- | ----------------------------------- | ------ |
| 01.   | 04       | NAVI                     | Historyja majho schyzzja M/T: Arzjom Lukjanenka                              | Belarussisch | Geschichte meines Lebens  | 12          | 3.626                               | 6                                   | 18     |
| 02.   | 07       | Nuteki                   | Take My Heart M/T: Michail Nakaraschwili, Don Mischel                        | Englisch     | Nimm mein Herz            | 10          | 3.069                               | 5                                   | 15     |
| 03.   | 11       | Anastassija Schawjarenka | We’ll Be Together M/T: Maksim Alejnikau, Iryna Filatawa                      | Englisch     | Wir werden zusammen sein  | 6           | 5.361                               | 7                                   | 13     |
| 04.   | 13       | PROwokazija              | #mylove M/T: Anatol Tschepikau, Swjataslau Pasnjak, Ilja Jarmak              | Englisch     | –                         | 0           | 9.238                               | 12                                  | 12     |
| 04.   | 08       | NAPOLI                   | Let’s Come Together M/T: Michael James Down, Prymasch Pahlajen, Niklas Chast | Englisch     | Lasst uns zusammenkommen  | 2           | 7.271                               | 10                                  | 12     |
| 06.   | 09       | Mikita Chodas            | Voices In My Head M/T: Mikita Chodas                                         | Englisch     | Stimmen in meinem Kopf    | 7           | 1.117                               | 3                                   | 10     |
| 07.   | 01       | July                     | Children of the World M/T: Dsmitryj Famitsch                                 | Englisch     | Kinder der Welt           | 1           | 7.078                               | 8                                   | 09     |
| 08.   | 05       | Isaac Nightingale        | On the Red Line M/T: Wadsim Kapuszin                                         | Englisch     | Auf der roten Linie       | 8           | 0445                                | 0                                   | 08     |
| 09.   | 10       | Anschalika Puschnowa     | We Should Be Together M/T: Kiryl Jermakou, Natallja Tambouzawa               | Englisch     | Wir sollten zusammen sein | 3           | 1.278                               | 4                                   | 07     |
| 09.   | 02       | Aljaksandra Tkatsch      | Be Stronger M/T: Aljaksandra Tkatsch                                         | Englisch     | Stärker sein              | 5           | 0894                                | 2                                   | 07     |
| 11.   | 03       | Uladsislau Kurassau      | Follow the Play M/T: Uladsislau Kurassau, Natallja Rastowa                   | Englisch     | Folge dem Spiel           | 4           | 0463                                | 0                                   | 04     |
| 12.   | 06       | Kattie                   | Wild Wind M/T: Anders Hansson, Sharon Vaughn                                 | Englisch     | Wilder Wind               | 0           | 0658                                | 1                                   | 01     |
| 13.   | 12       | Lermont x Julic          | Heartbeat M/T: Wassil Sjalischtschau, Anton Rubazki                          | Englisch     | Herzschlag                | 0           | 0202                                | 0                                   | 0      |